# PBF Energy
PBF Energy ist ein US-amerikanisches Unternehmen mit Hauptsitz in Parsippany. PBF Energy ist ein unabhängiger Raffineriebetreiber, der im Besitz von fünf Erdölraffinerien in den USA ist. Zusammengenommen verfügen alle Anlagen über eine Verarbeitungskapazität von rund 900.000 bpd und einen durchschnittlichen Nelsonwert von 12,2. An den Standorten in Delaware City, Paulsboro, Toledo, New Orleans und Torrance werden Kraft- und Schmierstoffe, Petrochemikalien und Flüssiggas produziert. Durch die Übernahme der Raffinerie in Torrance von ExxonMobil 2016 wurde PBF zum viertgrößten unabhängigen Raffineriebetreiber der Vereinigten Staaten. Der Wert der Übernahme wurde mit mehr als 537,5 Millionen US-Dollar beziffert.
Das Unternehmen entstand 2008 als ein Joint Venture von Petroplus, der Blackstone Group und der First Reserve Corporation. Im Jahr 2010 beendete Petroplus seine Beteiligung an PBF. Zwei Jahre später, 2012, erfolgte ein Börsengang von PBF Energy an der NYSE.